# Myladenia
Myladenia é um género botânico pertencente à família Euphorbiaceae.

## Espécie
Myladenia serrata Airy Shaw